# Сардински език
Сардинският език е романски език, говорен от населението на остров Сардиния. Смятан е от много учени за най-консервативния във фонетично отношение романски език.

## Диалекти
Има три основни диалекта:
- sardo-corsi
  - галурески
  - сасарески
- sardo-logudorese e nuorese
  - логудорски
  - нуорески
- sardo-campidanese

## Фонетични особености
Сардинският език е запазил някои особености на латинския език.
- Запазване на произношението на кратките гласни /ĭ/ и /ŭ/ като [i] и [u]; например, лат. siccus (сух) звучи като siccu (а не както е в италиански secco, френски sec).
- Липсва дифтонгизация на латинските гласни (/e/ и (/o/), например лат. potet (може) звучи като podet ([ˈpoðet]), докато в другите романски езици се е развило в двугласна: итал. può, сисп. puede, фр. peut.
- Липса на вторична палатализация на задноезичните [k] и [g] пред /e/ и /i/, например: chentu (сто), латински centum [кентум] – итал. cento, фр. cent. Това отличава сардинския език от всички съвременни романски езици.
- Промяна на /ll/ в звучна ретрофлексна преградна [ɖ], например cuaddu (кон) вместо cavallo. Това не се отнася за по-късни заемки от италиански като bellu < bello (хубав).
- Ротацизъм на латинското /l/: arbu < albu(m) (бял), итал. bianco, craru < claru(m) (ясен), итал. chiaro.

## Граматика
Сардинският език е аналитичен. Ето някои други особености, които го отличават от италиански език:
- Определителният член произлиза от латинското местоимение ipse/ipsu(m), докато в останалите романски езици произлиза от ille/illu(m). Формите му са su/sa в единствено число и sos/sas в множествено (is в кампиданезкия диалект). Подобни определителни членове се срещат в каталанския език на Балеарските острови: es/sa (ед. ч.) es/sos/ses (мн. ч.).
- Множественото число се образува с наставка -s, както е във френски, каталански, испански и португалски език, например sardu/sardos/(camp.)sardus (сардинци), puddu/puddos-pudda/puddas (кокошки).
- Бъдещето време се образува по аналитичен начин от латинската форма habeo ad. Сравни apo a istàre, итал. io resterò (ще остана). Условното наклонение се образува по подобен начин от миналото време на глагола „avere“ (ai) или на „dovere“ (deper)
- За разлика от италиански думите „защо“ и „защото“ (итал. perché) са различни: proite? (защо?), ca... или ca proite (защото).
- Личните местоимения за 1 и 2 лице се сливат с предлога cun (със): cunmegus (с мен), cuntegus (с теб), както е в испански език conmigo, contigo и португалски език comigo, contigo.

## Речников състав
Сравнителна таблица на романските езици:
| латински                         | френски | италиански | испански | окситански  | каталански | португалски | румънски | сардински        | корсикански      | превод  |
| clave(m)                         | clef    | chiave     | llave    | clau        | clau       | chave       | cheie    | crae/crai        | chjave/chjavi    | ключ    |
| nocte(m)                         | nuit    | notte      | noche    | nuèit/nuèch | nit        | noite       | noapte   | notte/notti      | notte/notti      | нощ     |
| cantare                          | chanter | cantare    | cantar   | cantar      | cantar     | cantar      | cânta    | cantare/cantai   | cantà            | пея     |
| capra(m)                         | chèvre  | capra      | cabra    | cabra       | cabra      | cabra       | capra    | cabra/craba      | capra            | коза    |
| lingua(m)                        | langue  | lingua     | lengua   | lenga'      | llengua    | língua      | limbă    | limba/lingua     | lingua           | език    |
| platea(m)                        | place   | piazza     | plaza    | plaça       | plaça      | praça       | piață    | pratha/pratza    | piazza           | площад  |
| ponte(m)                         | pont    | ponte      | puente   | pònt        | pont       | ponte       | pod'     | ponte/ponti      | ponte/ponti      | мост    |
| ecclesia(m)                      | église  | chiesa     | iglesia  | glèisa      | església   | igreja      | biserică | creia/cresia     | ghjesgia         | църква  |
| hospitale(m)                     | hôpital | ospedale   | hospital | espital     | hospital   | hospital    | spital   | ispidale/spidali | spedale/uspidali | болница |
| caseu(m) прост. лат.formaticu(m) | fromage | formaggio  | queso    | formatge    | formatge   | queijo      | brânză   | casu             | casgiu           | сирене  |

Сардинският език е доста консервативен и по отношение на речниковия си състав. Например в него са запазени думи и изрази от латински език като domo/domu < domus (къща), итал. casa, arbu < albu(m) (бял), итал. bianco, faghere < facere (правя), ит. fare, janna/genna < ianua (врата), итал. porta, inòghe < in hoc (тук), които не се срещат в другите романски езици.